# Fackelmann Therme Hersbruck

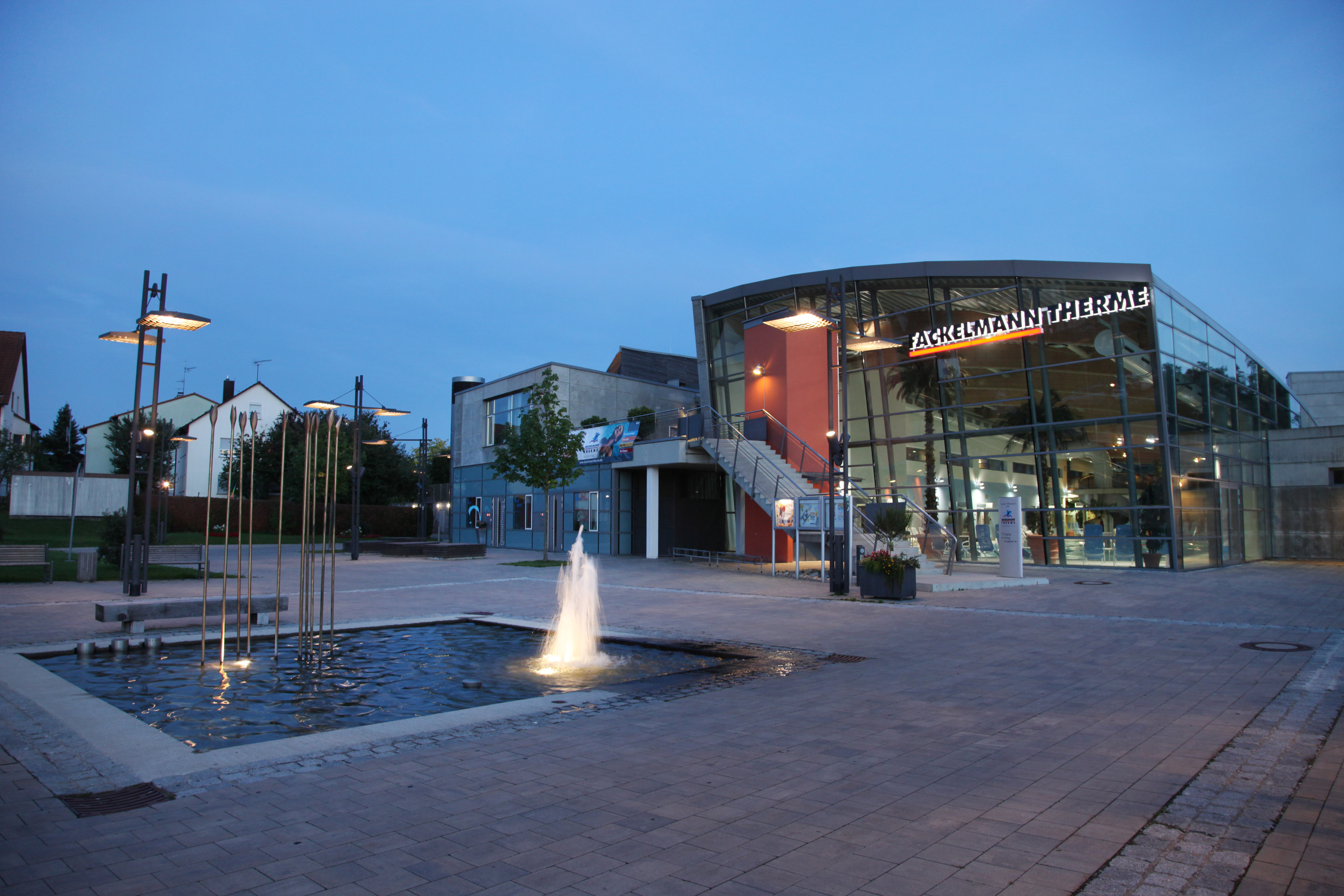
Außenansicht der Therme (2010)

Die Therme Hersbruck (bis Oktober 2010 Frankenalbtherme, seitdem Fackelmann Therme Hersbruck) ist ein am 18. Dezember 2004 eröffnetes Thermal- und Freizeitbad in Hersbruck (Mittelfranken).

## Geschichte
Im Rahmen einer Diplomarbeit wurde herausgefunden, dass sich unter Hersbruck natürliches Thermalwasser befinden könnte. Bei der daraufhin im Jahr 2000 durchgeführten Bohrung wurde in 700 m Tiefe auch 40.000 Jahre altes Thermalwasser gefunden. Daraufhin wurde ein Architekturwettbewerb für ein Thermalbad ausgeschrieben. Als Sieger wurde der Nürnberger Architekt Thomas Glöckner damit beauftragt, die Frankenalbtherme zu bauen.
Die Stadt Hersbruck als alleiniger Eigentümer der Frankenalbtherme trug die kompletten Baukosten in Höhe von 20,5 Mio. €. 2003 begann der 18-monatige Bau des Bades, unter der Walter Bau AG als Generalunternehmer. Die offizielle Eröffnung der Therme erfolgte am 18. Dezember 2004. Ihre offizielle Einweihung erfolgte wenig später am 16. April 2005 durch den damaligen bayerischen Innenminister Günther Beckstein. Das Freibad, welches im Zuge des Bau des Bades in Teilen neu gebaut wurde, feierte seine Wiedereröffnung am 17. Mai 2005.
Im November 2007 wurde das Bad in die Bereiche Therme und Sport-/Erlebnisbad getrennt. Um das Bad für Gäste außerhalb der Region attraktiver zu machen, wurde ein Wohnmobilstellplatz angelegt, der am 26. August 2008 eröffnete. 
Im September 2010 wurde das Thermaldach während längerer Revisionsarbeiten erneuert und die Frankenalbtherme für zunächst fünf Jahre nach dem größten ortsansässigen Arbeitgeber und Sponsor in Fackelmann Therme Hersbruck umbenannt. Im Januar 2014 wurde das Namenspatronat vorzeitig um weitere 5 Jahre verlängert. Im Juni 2024 wurde das Namenspatronat zum vierten Mal in Folge um weitere 5 Jahre verlängert.
Im März 2020 wurde die Therme aufgrund der Corona-Pandemie für die Öffentlichkeit übergangsweise geschlossen, ehe sie im September 2021 wiedereröffnet wurde. Im Juni 2022 erfolgte schließlich die Eröffnung der Fass-Sauna. Seinen zwanzigsten Geburtstag feierte die Fackelmann Therme Hersbruck am 31. August 2024 mit der "Pool Party Mallorcastyle".
Die Therme wird seit dem 31. Dezember 2011 nicht mehr von GMF, sondern von der Fackelmann Therme Hersbruck GmbH & Co. KG betrieben und beschäftigt rund 95 Mitarbeitende. Einziger Gesellschafter ist die Stadt Hersbruck. Da das Bad ein jährliches Defizit von 1,3 bis 1,4 Millionen Euro verursacht, wird die jährliche Zusatzfinanzierung von 100.000 Euro, mit der der Landkreis Nürnberger Land das Unternehmen seit 2003 bezuschusste, seit 2013 für zunächst fünf Jahre mit jährlich 70.000 Euro weitergeführt.

## Lage
Die Therme Hersbruck liegt neben dem hauseigenen Wohnmobilstellplatz und dem Freibad der Stadt. Dem Betreiber ist bewusst, dass die Einrichtung auf dem Außengelände des ehemaligen KZ-Außenlagers Hersbruck liegt. Der Standort wurde jedoch gewählt, da so eine Verbindung von Therme und Freibad, das ebenfalls im Rahmen des Baus der Therme renoviert wurde, möglich wurde. Die Therme soll der Mittel- und Anziehungspunkt der Gesundheitsregion Hersbrucker Land sein. Diese wurde durch das LEADER+ -Programm von der Europäischen Union gefördert und umfasst grob den früheren Landkreis Hersbruck. Sie soll durch verschiedene Angebote Gesundheitstouristen anlocken.

## Ausstattung
In der Therme befinden sich 2 Innenbecken mit 34° warmem Thermalwasser sowie ein Dampfbad und eine Infrarot-Kabine. Im Außenbereich, der in die Pegnitzauen integriert wurde und einen freien Blick zur Pegnitz und den umliegenden Hügeln bietet, befindet sich ein weiteres Becken mit 36° warmem Thermalwasser. Ein Saunabereich verfügt über sechs verschiedene Saunen mit Temperaturen zwischen 50 °C und 100 °C im Innen- und Außenbereich sowie über eine privat buchbare Fass-Sauna für bis zu zehn Personen.
Im Sport- und Erlebnisbad finden die Gäste ein 25 m-Schwimmbecken, ein Attraktionsbecken mit Strömungskanal und Sprudeldüsen, einen Wasserkindergarten mit Schiffchenkanal sowie eine 80 m lange Rutsche. Im Sommer ist das Freibad der Stadt der Therme angegliedert.
In einem angegliederten Wellnessbereich stehen physiotherapeutische und ayurvedische Anwendungen, Massagen, Entspannungsbäder und Kosmetikbehandlungen nach gesonderter Vorab-Buchung bei dem Kooperationspartner, der Physiopraxis Hentes, zur Verfügung.

## Thermalwasser
Das Hersbrucker Thermalwasser erfüllt seit September 2001 die gesetzlichen Bestimmungen für ein natürliches Heilwasser. Es handelt sich dabei um ein Natrium-Chlorid-Thermalwasser mit einem Mineralgehalt von 14,2 g/l und einer Temperatur von 26,8 °C bei Austritt aus dem Brunnenkopf. Durch das Wasser sollen Beweglichkeit und Durchblutung gefördert sowie positive Wirkungen bei Erkrankungen des Bewegungsapparates und der inneren Organe sowie bei Hauterkrankungen hervorgerufen werden. Die Bestandteile weisen darauf hin, dass das staatlich anerkannte Heilwasser zumindest teilweise „mariner Herkunft“ ist, d. h. aus einem vorzeitlichen Meer stammt. Nachdem im Juni 2006 der Ernennungsantrag auf die Bezeichnung des Hersbrucker Thermalwassers als Heilwasser erfolgt war, wurden die Ergebnisse der Thermalbohrungen schließlich im Juni 2010 staatlich als Heilquelle anerkannt und die Region als Heilquellenschutzgebiet ausgezeichnet.
In einem Liter des Thermalwassers sind enthalten:
Ionenbilanz:
- Natrium (Na+): 3958 mg/l
- Kalium (K+): 206 mg/l
- Magnesium (Mg2+): 246 mg/l
- Calcium (Ca2+): 663 mg/l
- Lithium (Li+): 5,35 mg/l
- Strontium (Sr2+): 7,87 mg/l
- Eisen (Fe2+): 8,15 mg/l
- Mangan (Mn2+): 1,41 mg/l
- Ammonium (NH4+): 1,3 mg/l
- Fluorid (F−): 0,53 mg/l
- Chlorid (Cl−): 7160 mg/l
- Bromid (Br−): 26,0 mg/l
- Iodid (I-): 0,099 mg/l
- Sulfat (SO42−): 874 mg/l
- Nitrit (NO2−): <0,005* mg/l
- Nitrat (NO3−): <0,95* mg/l
- Hydrogencarbonat (HCO3−): 714 mg/l

Spurenbestandteile
- Freies gelöstes Kohlenstoffdioxid (CO2): 510 mg/l
- Schwefelwasserstoff (H2S): < 0,005 mg/l